# Ingå hamn

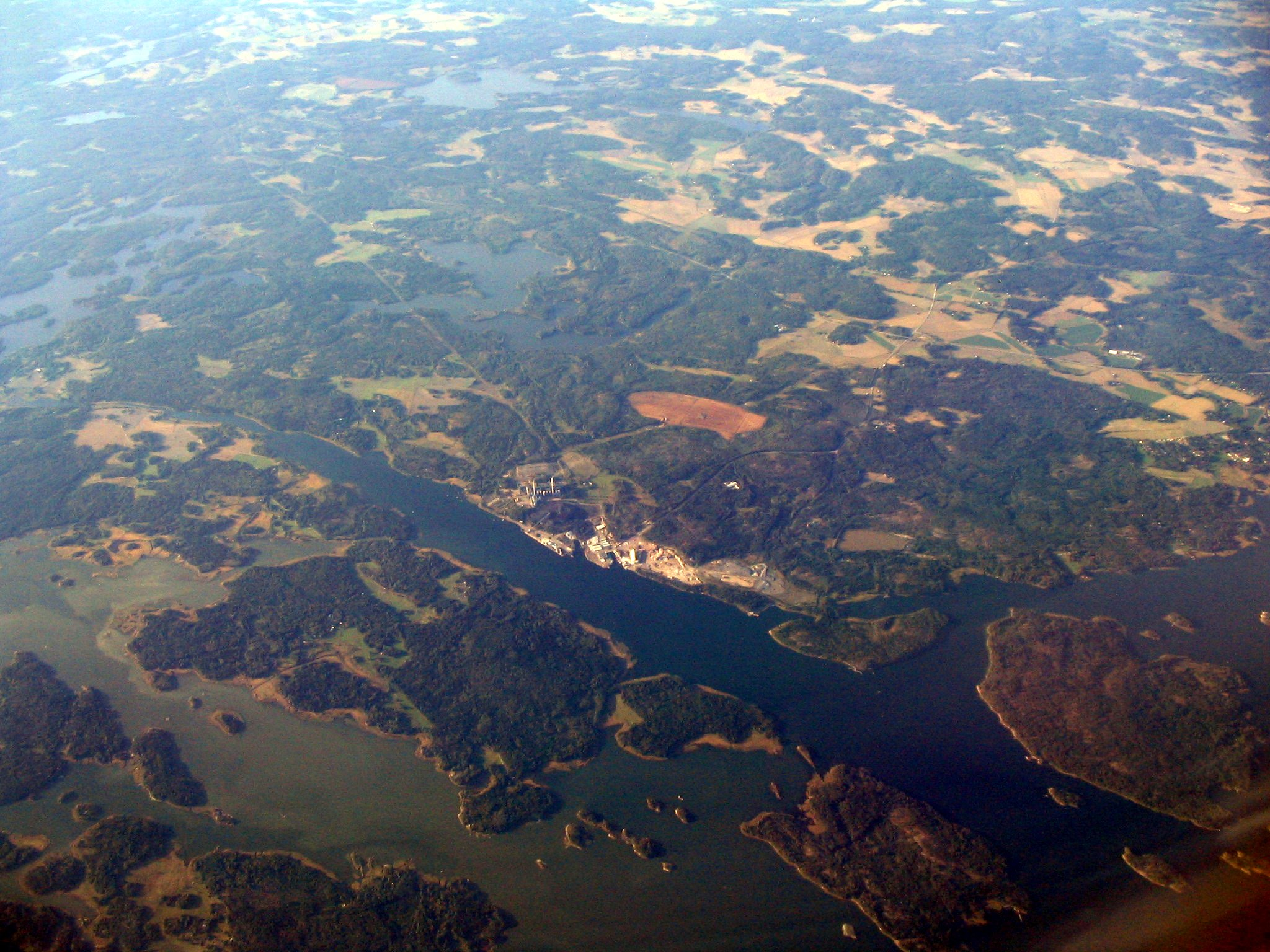
Ingå hamn (mitt i bilden) 2006, med det senare rivna Ingå kolkraftverk

Ingå hamn är en finländsk hamn vid Finska viken i Joddböle, 3,5 kilometer sydväst om orten Ingå i Ingå kommun i Nyland.
Hamnen ligger i ett skyddat läge vid Norrfjärden, dit den 36,8 kilometer långa och 13 meter djupa inseglingsfarleden Ingå farled leder från öppna havet söder om fyren Häststen. Hamnen är öppen året om, och farleden är isfri nästan hela året. Farleden tillåter fartyg på 70.000 dödviktston av Panamax-typ. Hamnen har två kajlägen på den västra (Fortum-) sidan, med djupen 13 respektive 10 meter, samt en U-formad hamnbassäng med två kajlägen på den östra sidan, med 7,8 respektive 7,5 meters djup. Hamnen är specialiserad på att hantera och lagra torra bulkvaror. 
I hamnens omedelbara närhet har stenkrossföretaget Rudus Oy en täkt nära stranden. Den resulterade plattmarken används för utvidgning av hamnområdet. Något innanför hamnen finns en tidigare stor torvtäkt.
Strax öster om hamnen ligger Ingå fiskhamn.
Ingå hamn drivs av det privatägda Inkoo Shipping Oy, som också äger den östra delen av hamnen, medan Fortum äger den västra delen.

## Historik
Ägaren till Lojo Kalkverk Ab, Petter Forsström, identifierade 1942 en bra hamnplats utanför Ingå och bildade Ingå Storhamn Ab för att bygga en hamn för kolimport för kalkbrukets behov. Anläggningen av en hamn kom då inte igång på grund av Fortsättningskriget och den ansträngda finländska efterkrigsekonomin. Hamnen anlades slutligen i slutet av 1950-talet för att invigas 1962.
Hamnen användes till en början mest för kalk och gips för kalkbruket. Senare blev den en viktig importhamn för kol till det 1974–1978 anlagda Fortum-ägda Ingå kolkraftverk, fram till att dess drift upphörde omkring 2014. Under senare år har den årliga fraktmängden legat på ungefär en miljon ton gods.

## Flytande naturgasterminal
Från december 2022 används en av kajerna i den tidigare Fortums hamn för fast förankring av den flytande LNG-terminalen FSRU Exemplar, som Gasgrid Finland hyrt för en tioårsperiod av amerikanska Excelerate Energy. Naturgasledningen Balticconnector mellan Finland och Estland har sin norra landningsplats 1,5 kilometer från Ingå hamn, och naturgasen från FSRU Exemplar ansluter i närheten till det finländska stamnätet för att distribueras både i södra Finland och i Baltikum.